# Дашевский, Валерий Григорьевич
Вале́рий Григо́рьевич Даше́вский (10.02.1938—05.05.1984) — советский физик, доктор физико-математических наук (1973). Отец митрополита Иллариона (Алфеева).

## Биография
Отец — Дашевский (Донский) Григорий Маркович /«Г. Донский»/ (1900—1944), советский латиноамериканист.
В 1968 году в Институте кристаллографии АН СССР защитил диссертацию на соискание учёной степени кандидата физико-математических наук по теме «Конформация ароматических молекул». В 1973 году в Казанском университете защитил диссертацию на соискание учёной степени доктора физико-математических наук по теме «Аддитивная модель межатомных взаимодействий и её применение в конформационном анализе и молекулярной физике». Автор монографий по органической химии («Конформации органических молекул», «Конформационный анализ органических молекул»).
Погиб в результате несчастного случая.
Жена — писательница Алфеева, Валерия Анатольевна (род. 1938). Сын — Иларион (в миру Григорий Валериевич Алфеев) (род. 1966) — епископ Русской православной церкви на покое .

## Основные работы
- В. Г. Дашевский Полуэмпирические квантовомеханические методы расчета геометрии молекул и конформационных энергий // Успехи химии, 42:12 (1973), 2097—2129; Russian Chem. Reviews, 42:12 (1973), 969—985
- В. Г. Дашевский "Неэмпирические расчеты геометрии и конформаций многоатомных молекул // Успехи химии, 43:3 (1974), 491—518
- В. Г. Дашевский, А. П. Баранов, М. И. Кабачник. Пространственные аспекты образования хелатных комплексов металлов // Успехи химии, 1983, 52, 268—293
- Органическая химия / ГК СМ СССР по науке и технике, АН СССР. ВИНИТИ; Редкол.: гл. ред. В. В. Бондарь. — - (Итоги науки и техники: Сер. «Органическая химия»). Т. 1 : Теоретические аспекты конформаций макромолекул / В. Г. Дашевский, А. Э. Кистер; Науч. ред. А. И. Китайгородский. — М.: ВИНИТИ, 1975. — 207 с. : ил.